# Danny Malkowski
Danny Stuhr Malkowski (født Danny Knudsen Malkowski 26. september 1984 i Hørning) er en dansk iværksætter, investor og kommunal- samt tidligere midlertidig folketingspolitiker for Liberal Alliance.
Han er søn af en dansk mor og en tysk far og er både dansk og tysk statsborger. Han er det første folketingsmedlem i Danmarkshistorien med dobbelt statsborgerskab. Han er desuden tidligere landsformand for Ungdommens Naturvidenskabelige Forening fra 2007 til 2008.
Siden 2014 har han været iværksætter og investor og investerer via. foreningen Danish Business Angels. Han er pt. involveret i virksomhederne Wavepiston, Mdundo, Likvido, MeetinVR, Meploy og OfficeHub. Under klima-konferencen COP15, som foregik i Bella Centret i København i december 2009, var han teamleder for Udenrigsministeriet. 2010 - 2014 var han ansat hos industrivirksomheden Haldor Topsøe A/S – heraf 2 år som account manager i Bahrain.
Malkowski er uddannet civilingeniør i nanoteknologi fra Aalborg Universitet i 2009 og har læst International Business & Economics på Copenhagen Business School i 2013.

## Politisk karriere
Danny Malkowski var opstillet ved folketingsvalget 2015 i Københavns Storkreds og fik 670 personlige stemmer, hvorved han blev 1. suppleant for Simon Emil Ammitzbøll og Laura Lindahl. Det medførte at han var stedfortræder i Folketinget for Laura Lindahl i perioden 1. oktober 2016 til 31. december 2016 og varetog posterne som Liberal Alliances social-, IT- og iværksætter-ordfører. Derudover sad Danny Malkowski i Beskæftigelsesudvalget samt Social- og Indenrigsudvalget.
Malkowski var opstillet til kommunalvalget 2017 i København, hvor han fik 790 personlige stemmer. Han blev dermed 1. suppleant til Københavns Borgerrepræsentation for Liberal Alliance.
Malkowski var ligeledes opstillet ved folketingsvalget 2019 i Københavns Storkreds og fik 658 personlige stemmer, hvilket medførte at han igen blev 1. suppleant for Simon Emil Ammitzbøll-Bille.
Han er nu spidskandidat for Liberal Alliance til kommunalvalget 2021 i Høje-Taastrup kommune.